# René Gillard (grafičar)
René Gillard (? - 1790.) je bio francuski grafičar. Neka se njegova djela nalaze u Galeriji starih i novih majstora Gradskog muzeja u Varaždinu. Radio je bakropis prema predlođcima slikara Françoisa Buchera.